# Мис Ханна

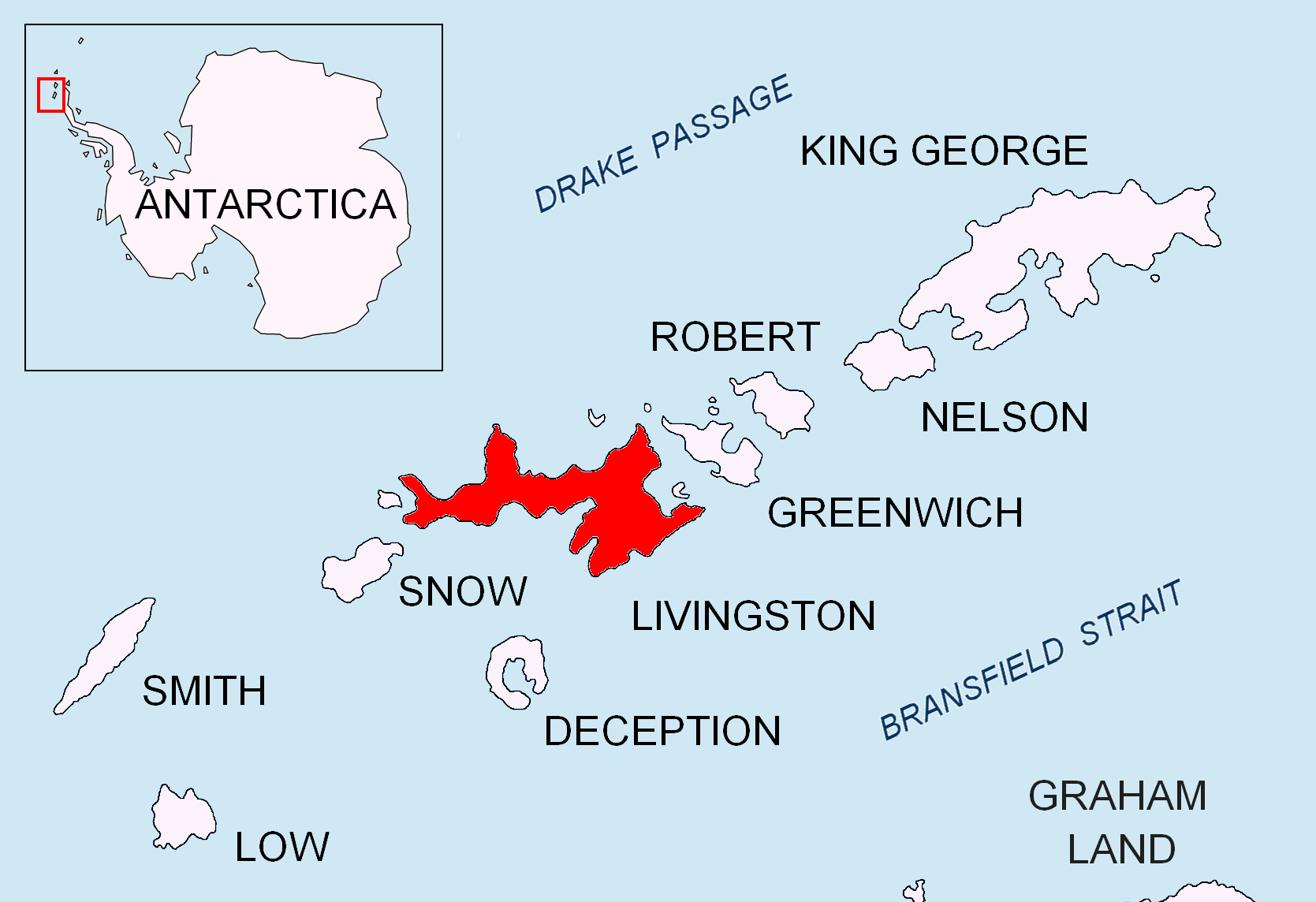
Розташування острова Лівінгстон на Південних Шетландських островах

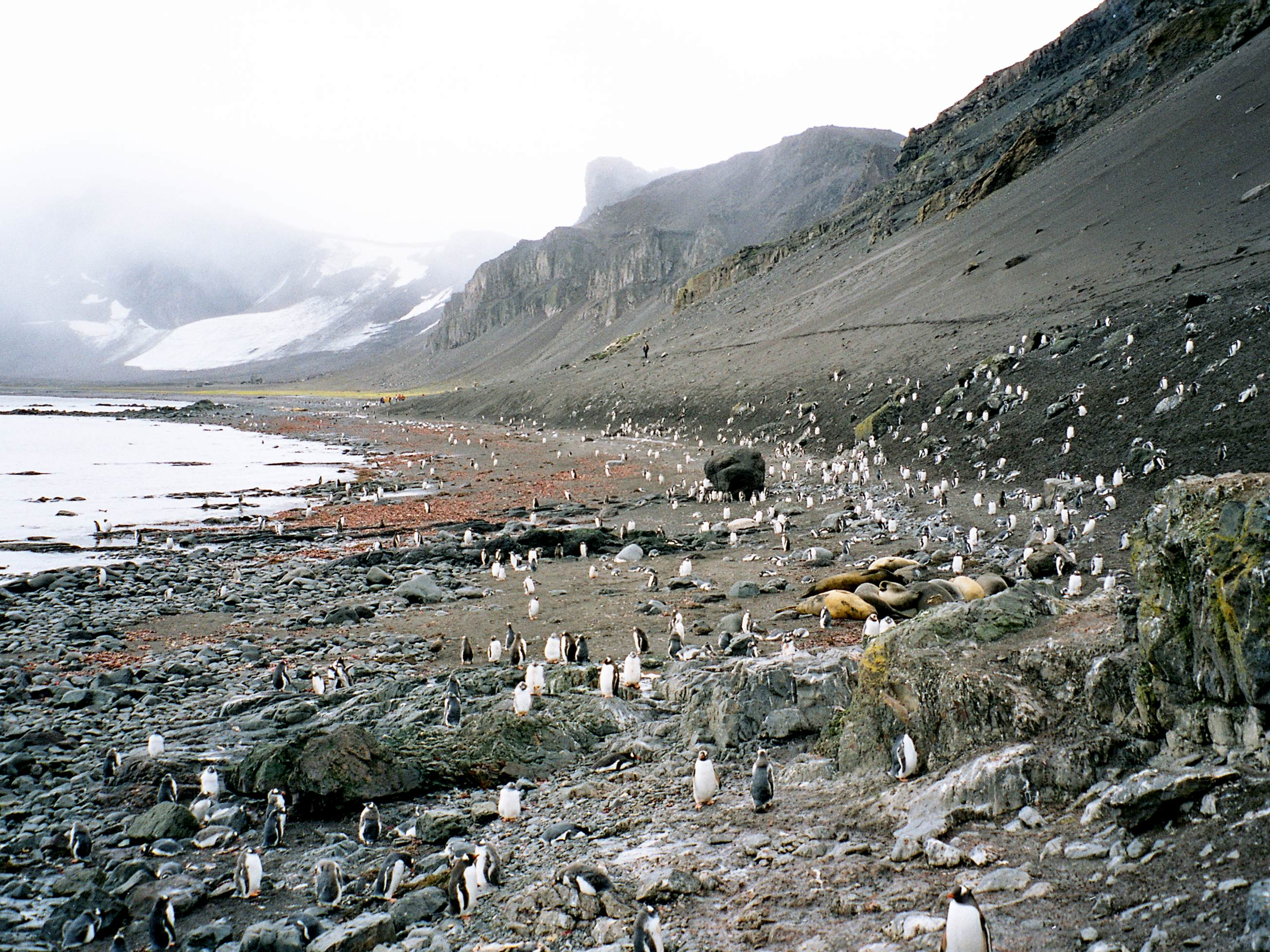
Туристична прогулянка на пляж Ліверпуль, Мис Ханни

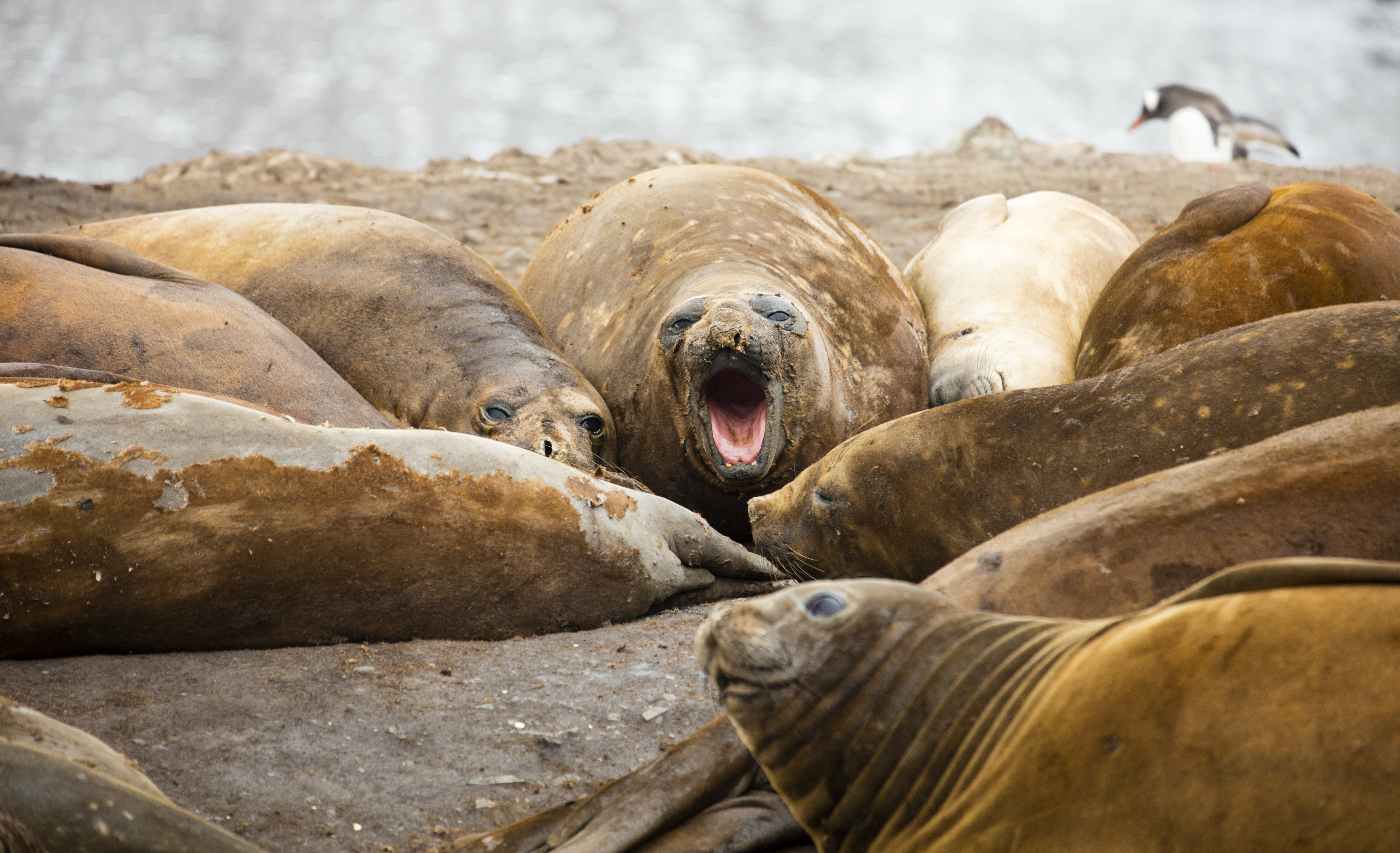
Морські слони в Мисі Ханни

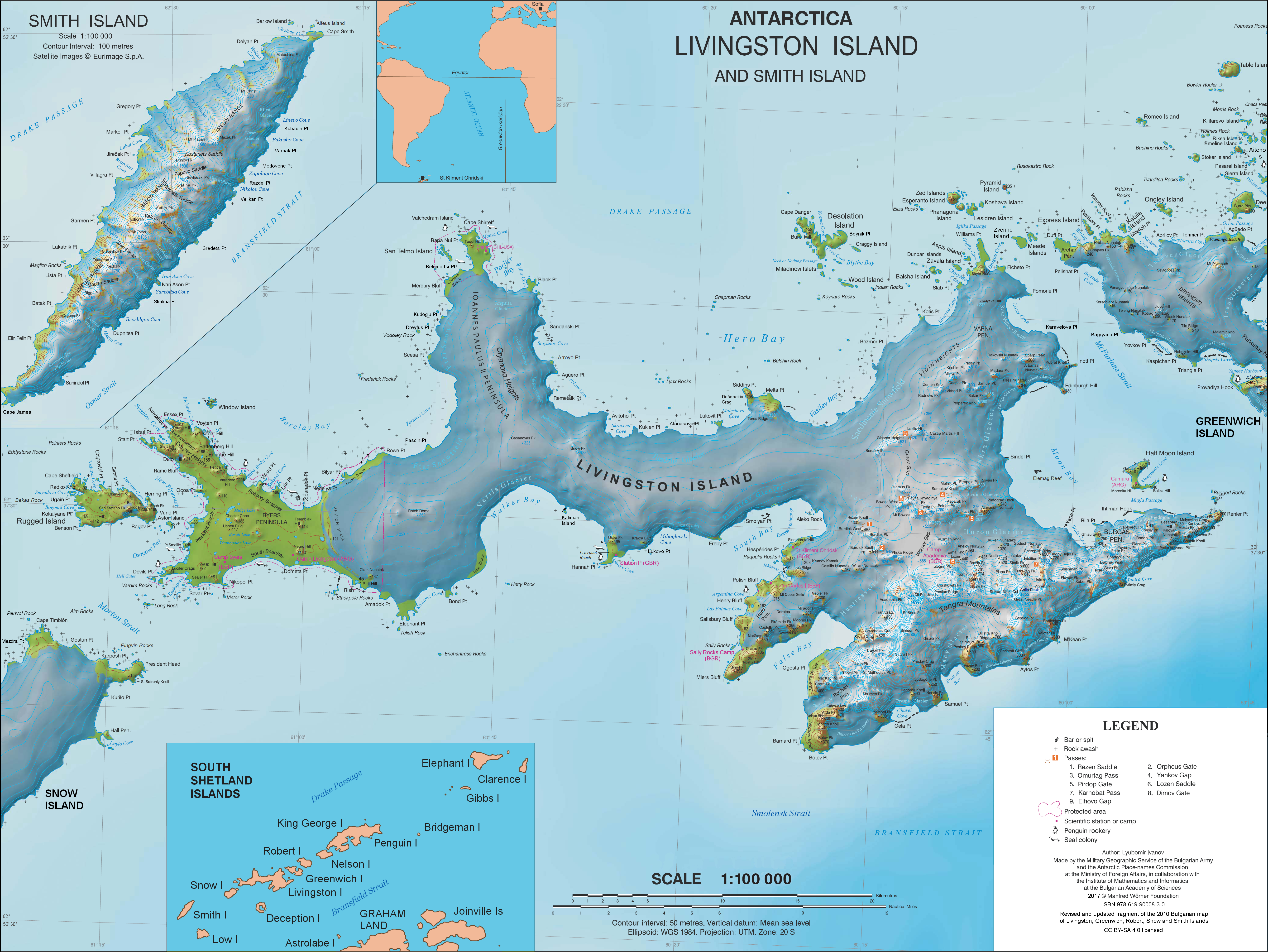
Топографічна карта острова Лівінгстон

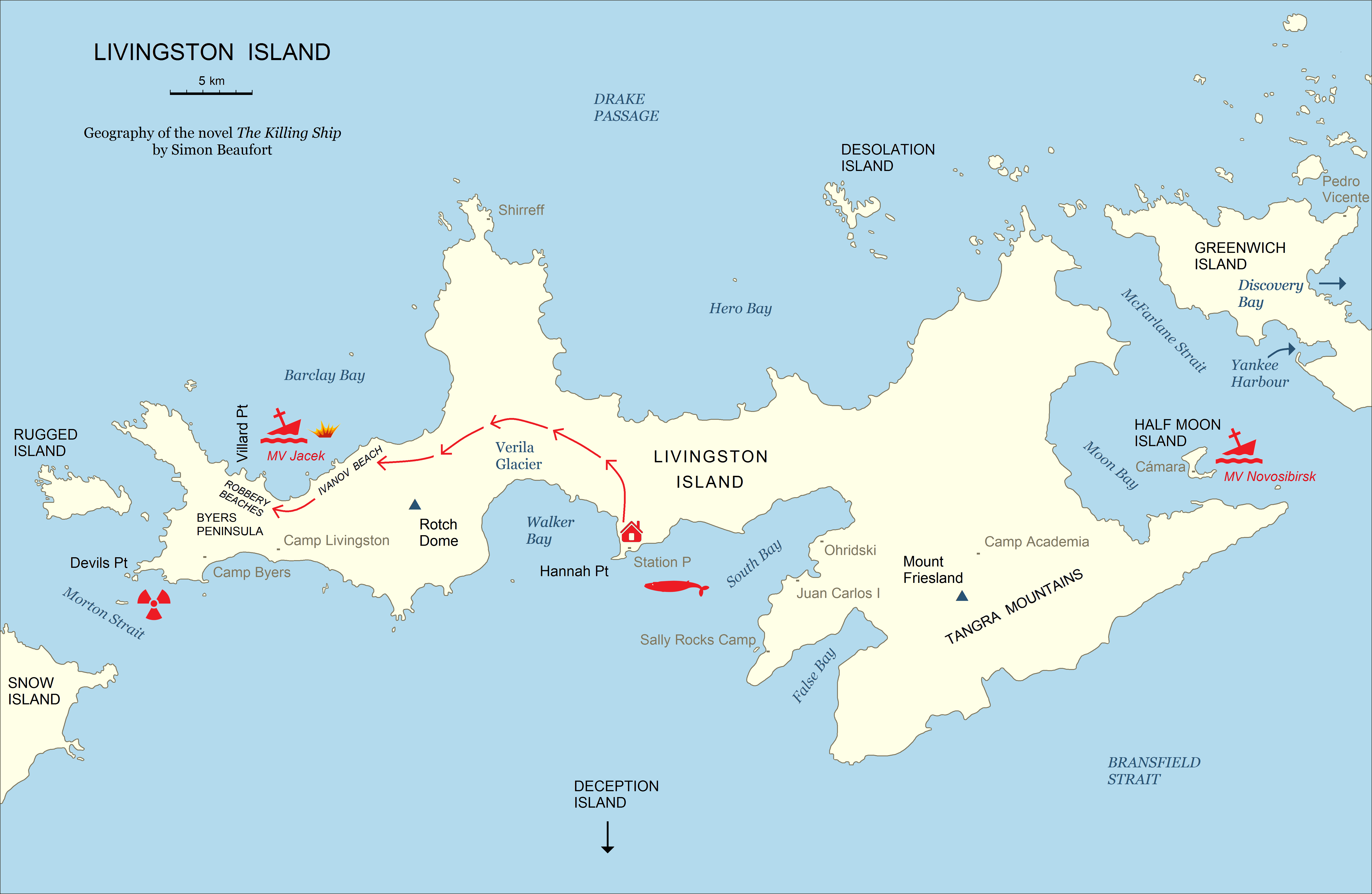
Географія роману трилера «Вбивчий корабель» Саймона Бофорта

62°39′16″ пд. ш. 60°36′48″ зх. д. / 62.6544° пд. ш. 60.6133° зх. д.
Мис Ханна — мис на південному узбережжі острова Лівінгстон на Південних Шетлендських островах, Антарктида. Він утворює східну сторону входу в Уокер-Бей і західну сторону входу в Південну бухту. Ліверпульський пляж простягається між вершиною гори Устра та вершиною мису Ханна. Площа без ожеледиці приблизно 122 гектари (300 акрів).
Область знайшли на початку дев'ятнадцятого століття герметики, які ошиваються близько доку Джона. Британський базовий табір Station P на східній стороні мису Ханна працював з 29 грудня 1957 року до 15 березня 1958 року.
Серед птахів, які роблять тут свій будинок, є пінгвіни гентоо і макарони, а також чайки ламінарії. Південний гігантський буревісник гніздиться тут, як це роблять блакитноокі баклани, поморники і снігові сивка. Південні морські слони і тюлені на Антарктиці є одними з найбільших форм життя, які спостерігаються в цьому мисі.
Мис Ханна — один з найпопулярніших туристичних місць Антарктики, який відвідують круїзні кораблі.
Географічний об'єкт названий на честь британського морського судна Ханна, що приїхала з Ліверпуля, і зазналв аварії в околицях у 1820 р. під час роботи на Південних Шетландських островів.

## Місцезнаходження
Точка знаходиться на 62°39′16″ пд. ш. 60°36′48″ зх. д. / 62.65444° пд. ш. 60.61333° зх. д., що становить 13,95 км на північний схід від мису Слона, 8.16 км на південний захід від мису Еребі, 12.36 км на південний захід від мису Гесперидес і 11,76 км на північний захід від Мірса Блаффа (британське картографування у 1821, 1962 та 1968 роках, аргентинське в 1959 та 1980 роках, чилійське в 1971 році, іспанське в 1991 році, і болгарське в 2005 та 2009 роках).

## Карти
- Л. Л. Іванов та ін. Антарктида: острів Лівінгстон та острів Гринвіч, Південні Шетландські острови . Масштаб 1: 100000 топографічна карта. Софія: Антарктична топонімічна комісія Болгарії, 2005.
- Л. Л. Іванов. Антарктида: Острови Лівінгстон та Гринвіч, острови Роберт, Сніг та Сміт [Архівовано 24 квітня 2008 у Wayback Machine.] . Масштаб 1: 120000 топографічна карта. Троян: Фонд Манфреда Вернера, 2009. ISBN 978-954-92032-6-4
- Антарктична цифрова база даних (ADD). [Архівовано 5 березня 2017 у Wayback Machine.] Масштаб 1: 250000 топографічна карта Антарктиди. Науковий комітет з питань антарктичних досліджень (SCAR). З 1993 р. Регулярно оновлюється та оновлюється.
- Л. Л. Іванов. Антарктида: острів Лівінгстон та острів Сміт . Масштаб 1: 100000 топографічна карта. Фонд Манфреда Вернера, 2017. ISBN 978-619-90008-3-0

## У художній літературі
Мис Ханна є частиною мізансцени трилера-роману про Антарктиду «Корабель вбивств», написаного Елізабет Крюїс та Бо Ріффенбург (під їх спільним псевдонімом Саймон Бофорт) у 2016 році, а дія розгортається у польовому таборі на захід від мису Вільярда на півострові Байєрс, пляж Іванова.

## Панорама

Панорамний вид на південний захід від мису Ханна, з півостровом Герд та півостровом Рожен на задньому плані.